# قاضی قضاعی
محمدبن سلامةبن جعفربن علی بن حکمون مغربی شافعی معروف به قاضی قضایی از علمای شافعی مصر در قرن پنجم است. وی همچنین به عنوان قاضی در روم اشتغال داشت. از وی تألیفات مهمی بجا مانده‌است که در طول تاریخ علمای مختلف اعم از شیعه و سنی شروح متفاوتی بر آن نگاشته‌اند.

## آثار
۱- الأنباء بأنباء الأنبیاء. در این کتاب تاریخ عمومی عالم را از بدو خلقت تا سال ۴۱۷ ه‍.ق نگاشته‌است. یک نسخه از آن در برلین موجود است.
1. تفسیر القرآن در بیست مجلد
2. خطط مصر که نام اصلی آن المختار فی ذکر الخطط و الآثار» است.
3. دستور معالم الحکم و مأثور مکارم الشیم من کلام امیرالمؤمنین علیه‌السلام
4. دقائق الأخبار و حقائق الإعتبار فی المواعظ و النصایح و الأذکار
5. الشهاب فی الحکم (المواعظ) و الاَّداب یا شهاب‌الأخبار فی الحکم والأمثال و الآداب
6. عیون المعارف و فنون أخبار الخلائف. این کتاب حاوی اخبار انبیاء و تواریخ خلفاء و ولایات ملوک و امراء و شرح حال فاطمیان می‌باشد، و ظاهر آن است که این کتاب همان کتاب انباء مذکورِ فوق است.
7. المختار
8. مسند الشهاب یا اسناد الشهاب
9. مناقب الشافعی
10. نزهةالألباب